# Radovan Suchánek
Radovan Suchánek (* 14. září 1972 Vimperk) je český právník, od listopadu 2013 do listopadu 2023 soudce Ústavního soudu.

## Život
V letech 1987 až 1990 navštěvoval Gymnázium Prachatice, v roce 1991 pak odmaturoval s vyznamenáním na Gymnáziu pro přípravu ke studiu v zahraničí Jevíčko. Následně vystudoval v letech 1991 až 1996 Právnickou fakultu Univerzity Karlovy v Praze (získal titul Mgr.). Vysokoškolské vzdělání si dále rozšířil na stejné fakultě v letech 1996 až 2000, kdy postupně získal další tituly JUDr. a Ph.D. Ještě během studia absolvoval zahraniční stáže na univerzitách ve švýcarském Bernu, v německém Tübingenu a v rakouském Linci.
Od roku 1998 pracuje jako asistent a později odborný asistent na Katedře ústavního práva Právnické fakulty Univerzity Karlovy v Praze. V letech 1998 až 2002 byl zároveň asistentem poslance Miroslava Máče (za ČSSD) a v letech 1998 až 2004 také asistentem poslance Zdeňka Jičínského (za ČSSD). Dále byl poradcem místopředsedkyně Poslanecké sněmovny PČR Jitky Kupčové (2002 až 2004), poradcem ministra práce a sociálních věcí Zdeňka Škromacha (2002 až 2004) a ministryně zdravotnictví Milady Emmerové (2004).
V letech 2004 až 2006 působil zároveň na Ministerstvu zdravotnictví ČR jako náměstek pro legislativu, kontrolu a mezinárodní vztahy ministrů Milady Emmerové a Davida Ratha. K tomu byl v letech 2005 až 2006 předsedou Správní rady Zajišťovacího fondu a členem Správní rady Všeobecné zdravotní pojišťovny ČR. V této době také zastával pozici člena vládního Výboru pro Evropskou unii, člena Státní volební komise, člena Rady vlády pro lidská práva, člena Rady vlády pro rovné příležitosti žen a mužů a člena Řídícího a koordinačního výboru (podle zákona o podpoře regionálního rozvoje).
V rámci své poradenské činnosti působil jako poradce Poslaneckého klubu ČSSD pro právo a legislativu, a to v letech 1999 až 2004 a později pak v letech 2006 až 2013. V letech 2009 až 2013 byl i poradcem místopředsedy Senátu PČR Zdeňka Škromacha.
V roce 2010 nastoupil jako právní koncipient do Advokátní kanceláře Petržílek. Je spoluautorem učebnic a komentářů z oboru ústavního práva, publikuje články v českých i zahraničních právnických časopisech (zejména v Rusku, Polsku a Německu). Angažuje se také jako člen Společnosti Edvarda Beneše a jako člen Jednoty českých právníků. Mezi lety 2001 a 2008 a 2011 až 2014 byl členem Akademického senátu Právnické fakulty Univerzity Karlovy v Praze. V roce 2009 vstoupil do České obce sokolské.
Radovan Suchánek je ženatý.

## Politické působení
V letech 1992 až 1998 byl členem Strany zelených, pak vstoupil do ČSSD (ze strany vystoupil v roce 2013 vzhledem ke svému zvolení soudcem Ústavního soudu ČR). Od roku 1999 do roku 2001 byl členem Ústředního výkonného výboru ČSSD, v letech 2002 až 2006 místopředsedou Ústřední právní komise ČSSD (předtím tři roky tajemníkem této komise) a v letech 1999 až 2002 také tajemníkem Komise pro veřejnou správu ČSSD.
V komunálních volbách v roce 1998 kandidoval jako člen ČSSD za tuto stranu do Zastupitelstva města Prachatic, ale neuspěl. Ve volbách do Poslanecké sněmovny PČR v roce 2010 kandidoval jako člen ČSSD za tuto stranu v Jihočeském kraji, ale rovněž neuspěl (stal se třetím náhradníkem).

## Soudce Ústavního soudu
V září 2013 jej prezident Miloš Zeman navrhl na soudce Ústavního soudu ČR. Na konci října 2013 schválil Senát PČR v tajné volbě jeho nominaci poměrem 38 hlasů ze 65 přítomných senátorů. Do funkce jej jmenoval prezident Miloš Zeman na zámku v Lánech dne 26. listopadu 2013. Stal se tak vůbec nejmladším členem Ústavního soudu ČR. V roce 2019 jej jeden nejmenovaný státní zástupce v souvislosti s procesem s Romanem Janouškem, kde byl soudcem zpravodajem, označil za „zdaleka nejproblematičtějšího člena“ Ústavního soudu.
Je jediným soudcem Ústavního soudu, proti kterému bylo uplatněno několik námitek pro podjatost, které byly uznány jako oprávněné. Flagrantním střetem zájmů má být podle publicisty Jana Urbana jeho členství ve Společnosti Edvarda Beneše a stanovy spolku, které mu přímo ukládají oddanost odkazu Edvarda Beneše. To ho má předem vylučovat ze všech restitučních sporů české šlechty, připravené o majetek Benešovými dekrety, které se dostanou k Ústavnímu soudu.